# Return to Grace
"Return to Grace" és el catorzè episodi de la quarta temporada de la sèrie de televisió de ciència-ficció estatunidenca Star Trek: Deep Space Nine, el 86è de tota la sèrie. Originalment es van emetre en redifusió a partir del 5 de febrer de 1996.  L'episodi va ser dirigit per Jonathan West i va ser escrit per Hans Beimler. Va rebre una qualificació Nielsen de 6,5 quan es va emetre per televisió el 1996.
Ambientada al segle XXIV, la sèrie segueix les aventures a Espai Profund 9, una estació espacial situada prop d'un forat de cuc estable entre els Quadrants Alfa i Gamma de la Via Làctia, prop del planeta Bajor, mentre els bajorans es recuperen d'una brutal ocupació de dècades pels imperialistes cardassians. El Quadrant Gamma acull un imperi hostil conegut com el Domini, governat pels Fundadors que canvien de forma. A la quarta temporada, els cardassians han fet les paus amb els bajorans, però estan lluitant una guerra difícil amb els klíngons. En aquest episodi, l'oficial cardassià Gul Dukat caigut en desgràcia després de reconèixer la seva filla mig bajorana Tora Ziyal, contraataca als klíngons malgrat les objeccions del seu govern.
Aquest episodi marca la primera aparició del personatge recurrent Damar (interpretat per Casey Biggs), el segon al comandament de Dukat, i la segona aparició de Ziyal, interpretat per Cyia Batten. És una continuació de l'episodi "Indiscretion" de principis de temporada, en què l'oficial bajorana Kira Nerys va convèncer Dukat perquè perdonés la vida de la seva filla.

## Argument
La major Kira se sorprèn en descobrir que Dukat serà el capità de la nau de càrrega que la transportarà a una conferència sobre l'amenaça klíngon. Dukat va ser degradat recentment quan es va saber públicament que té una filla mig bajorana, Ziyal, i ara treballa en una feina trista pilotant una nau comercial poc destacable.
Quan arriben, troben el lloc de la conferència destruït i una  Au de Presa Klingon abandona la zona, sense ni tan sols molestar-se a atacar el que considera una humil nau de càrrega. Kira suggereix que adaptin les armes del planeta per al seu ús per la nau de càrrega, convertint-la efectivament en una Nau-Q, i després es dirigeixin darrere de l'Au de Presa. Aviat la troben, i després d'enganyar l'Au de Presa fent-li creure que porten una valuosa càrrega, utilitzen el seu nou armament per paralitzar la nau klíngon. Després de requisar l'Au de Presa i transportar els klíngons a la nau de càrrega, Dukat destrueix sense pietat la nau de càrrega. Dukat notifica als seus superiors la captura de la nau klingon, amb l'esperança de recuperar una mica de respecte i esperonar els cardassians a lluitar contra els klíngons; li ofereixen tornar la seva antiga feina, però li ordenen que no emprengui més accions ofensives contra els klíngons.
Disgustat, Dukat jura lluitar ell mateix contra tot l'Imperi Klíngon si cal. Ofereix a Kira un lloc a la seva tripulació, dient que la seva experiència com a combatent de la resistència seria valuosa. Ella es nega, i s'emporta Ziyal amb ella a "Deep Space Nine" fins que la guerra personal de Dukat s'acabi.

## Actors convidats
- Marc Alaimo - Dukat
- Cyia Batten - Ziyal
- Casey Biggs - Damar

## Recepció
The A.V. Club va elogiar Marc Alaimo per la seva "habilitat de fer que Dukat sigui carismàtic, viscós i, tanmateix, estranyament simpàtic [cosa que] ha ajudat a convertir el personatge en un dels millors vilans de la història de Trek".
Tor.com va qualificar l'episodi amb set sobre deu.
El 2015, Geek.com va recomanar aquest episodi com a "imprescindible" per a la seva guia abreujada de marató de sèries de Star Trek: Deep Space Nine.
El 2018, SyFy va recomanar aquest episodi per la seva guia abreujada de visionat del personatge Kira Nerys.